# Guvernoratul Daraa

Localizarea guvernoratului în Siria

Guvernoratul Daraa (în arabă: مُحافظة درعا, Muḥāfaẓat Dar‘ā ) este un guvernorat în partea sud-vestică a Siriei. Capitala sa este orașul Daraa.